# Từ Sơn
Từ Sơn là một phường thuộc tỉnh Bắc Ninh, Việt Nam.

## Địa lý
Phường Từ Sơn có vị trí địa lý:
- Phía đông giáp xã Đại Đồng
- Phía tây và nam giáp xã Phù Đổng, thành phố Hà Nội
- Phía bắc giáp các phường Đồng Nguyên và Phù Khê.

Phường Từ Sơn có diện tích 23,23 km², dân số 122.838 người, mật độ dân số đạt 5.287 người/km².

## Lịch sử
Ngày 16 tháng 6 năm 2025, Ủy ban Thường vụ Quốc hội ban hành Nghị quyết số 1658/NQ-UBTVQH15 của UBTVQH về việc sắp xếp các đơn vị hành chính cấp xã của tỉnh Bắc Ninh năm 2025. Theo đó, sắp xếp toàn bộ diện tích tự nhiên, quy mô dân số của các phường Đông Ngàn, Tân Hồng, Phù Chẩn và Đình Bảng thành phường mới có tên gọi là phường Từ Sơn.

## Địa chỉ trụ sở các cơ quan
- Trụ sở UBND phường: Số 10, đường Lý Thái Tổ, phường Từ Sơn
- Trung tâm phục vụ hành chính công: Đường Lý Thái Tổ, phường Từ Sơn
- Công an phường: Số 15, đường Lý Thái Tổ, phường Từ Sơn